# Геоинженерия

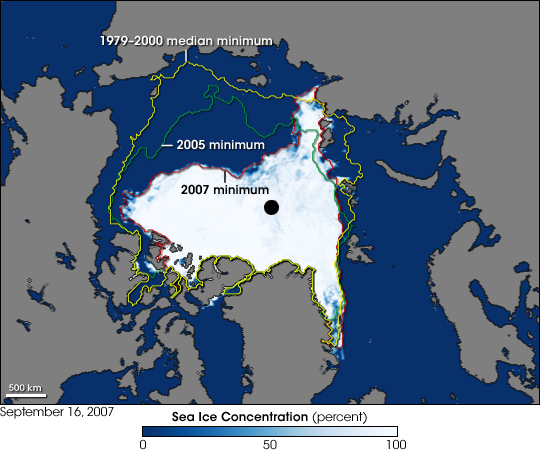
Значительное сокращение объёмов льда в Северном Ледовитом океане в интервале между 1979 и 2007 годами

Геоинженерия — комплекс мер и воздействий, направленных на активное изменение климатических условий в локальном регионе Земли либо по всей планете с целью противодействия нежелательному изменению климата (глобальное потепление, парниковый эффект и пр.) и получения наиболее комфортных условий проживания и экономической деятельности на большей части планеты.
В 2013 году IPCC, официальная структура ООН, рассмотрит возможность использования методов геоинженерии для решения проблемы глобального потепления.

## Концепция
Основным мотивом формирования концепции геоинженерии стала высказываемая некоторыми учёными, начиная с 1970-х годов, необходимость активно противодействовать крупным климатическим изменениям, связанным с глобальным потеплением и масштабной эмиссией парниковых газов. Основным доводом сторонников концепции является стремительно ускорившееся в последнее время изменение климата. Оно вызывает уже сейчас огромный экономический урон и впоследствии может привести к гибели человечества. Однако, многие учёные, которые поддерживают идею геоинженерии, утверждают, что даже серьёзное сокращение выбросов вредных веществ в атмосферу и переход к неископаемым источникам энергии не окажут заметного влияния на существующие процессы изменения климата.
Геоинженерия представляет собой комплексное учение, объединяющее в себе знания из разнообразных дисциплин, таких как:
- научные (химия атмосферы, экология, метеорология, ботаника и пр.)
- инженерные (аэрокосмическая инженерия, судостроение, баллистика и пр.)
- управление (риск-менеджмент, операционные исследования).

## Предлагаемые проекты
В настоящее время существует масса разнообразных геоинженерных проектов, большую часть которых можно разделить на следующие подгруппы :

### Управление солнечным излучением
Проекты, связанные с управлением солнечным изучением, нацелены на поиск путей уменьшения количества солнечного излучения, попадающего на Землю. Однако в данном случае содержание углекислого газа в атмосфере не снижается.
Проекты, относящиеся к данной категории:
- Распрыскивание аэрозолей (в частности, диоксида серы) в стратосфере с целью уменьшения проникающей способности солнечного излучения через атмосферу, например, эксперимент SCoPEx (Stratospheric Controlled Perturbation Experiment), Гарвард, Фонд Билла и Мелинды Гейтс.[5]
- Использование «прохладных крыш» на зданиях и сооружениях для отражения солнечного излучения.
- Увеличение отражающей способности облаков за счёт увеличения их плотности путём впрыскивания в атмосферу морской воды.
- Орбитальные зеркала, вывод которых на орбиту потребует безракетного запуска.[6]
- Увеличение диаметра орбиты Земли «гравитационным буксиром»[7] или мощным взрывом.[6]

### Снижение концентрации парниковых газов
Проекты по снижению концентрации парниковых газов нацелены либо на непосредственное удаление парниковых газов из атмосферы, либо на создание таких процессов, которые бы способствовали их естественному удалению (к примеру, удаление чрезмерного содержания углерода и углеродосодрежащих веществ). К таким проектам относятся:
- Насыщение океана ионами железа с целью стимулирования фитопланктоном процесса фотосинтеза.
- Создание биоугля — искусственного угля путём пиролиза биомассы с дальнейшим его захоронением.
- Газоочистка воздуха с целью удаления из него углеродосодержащих соединений.
- Увеличение биомассы почвы и наращивание растительной биомассы в аридных зонах[8].

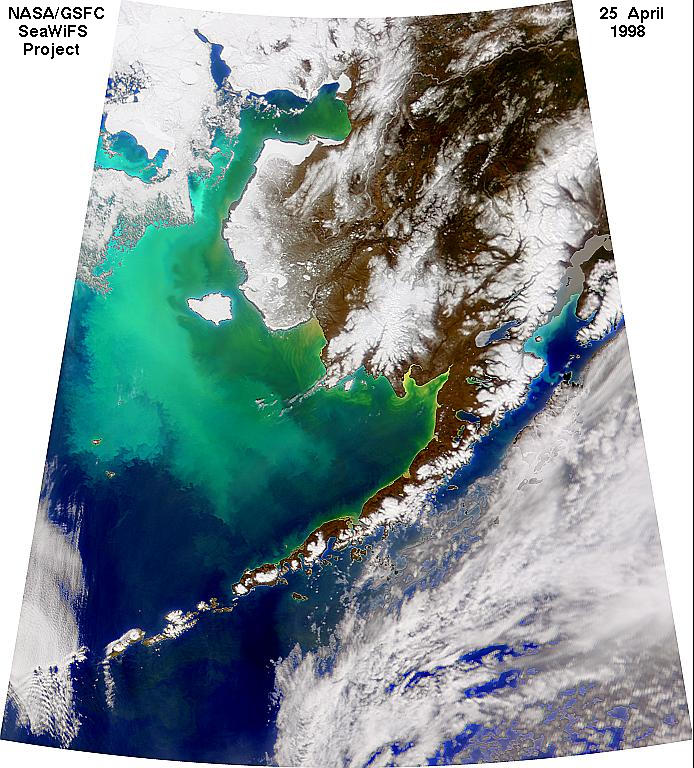
Снимок из космоса большого естественного скопления фитопланктона в Беринговом море

### Арктическая геоинженерия
Существует также серия проектов, нацеленных главным образом на уменьшение скорости таяния льдов в Арктике. Многими учёными данная проблема характеризуется как наиболее серьёзная и требующая скорейшего активного вмешательства ввиду исключительно важной роли льдов Арктики в формировании климата северного полушария. Льды Арктики служат большим «зеркалом», отражающим излучение Солнца, а также удерживают большое количество метана, являющегося парниковым газом.
К проектам арктической геоинженерии в частности относятся:
- Распыление пресной воды над арктикой для создания мощного поверхностного слоя льда, так как морская вода менее склонна к замерзанию.
- Распыление аэрозолей над Арктикой.

## Возможные риски и критика
Помимо сторонников геоинженерия также имеет множество противников. Доводы против геоинженерии следующие:

### Неэффективность
Несмотря на теоретическую обоснованность, при практической реализации те или иные проекты могут оказаться неэффективными. К примеру, при насыщении океана ионами железа степень снижения объёмов углекислого газа может оказаться меньше, чем ожидается, так как при интенсификации фотосинтеза также будет увеличиваться объём отмершего планктона.

### Неоднозначность проектов
Технологии, нацеленные на тепловой контроль планеты, но при этом не решающие проблему уменьшения содержания углекислого газа в атмосфере, могут привести к другим процессам, таким, как закисление океана.

### Проблемы контроля и предсказуемости
Многие участники дискуссий о проектах геоинженерии высказывают опасения, что совокупный эффект от применения тех или иных средств не полностью изучен и осознаваем. Протекание процессов может стать малоэффективным, нестабильным, или же наоборот привести к ухудшению экологической обстановки. В настоящее время пока что не существует надёжных и относительно точных способов моделирования климата и экологической среды, способных учитывать влияние различных процессов в долгосрочный период.

## Запрет экспериментов
В штате Теннесси геоинженерные эксперименты запрещены.